# Petr Bucháček
Petr Bucháček (* 9. Juni 1948 in Řetová) ist ein ehemaliger tschechoslowakischer Radrennfahrer und nationaler Meister im Radsport.

## Sportliche Laufbahn
Bucháček war im Straßenradsport aktiv. Er war Teilnehmer der Olympischen Sommerspiele 1976 in Montreal. Im olympischen Straßenrennen kam er auf den 41. Platz. Im Mannschaftszeitfahren kam das tschechoslowakische Team mit Petr Bucháček, Petr Matoušek,  Milan Puzrla und Vladimír Vondráček auf den 5. Platz.
Die nationale Meisterschaft im Mannschaftszeitfahren gewann er 1974 mit Inter Bratislava. 1975 wurde er hinter Vlastimil Moravec Zweiter der Tour de Bohemia. Bei den Straßenradsport-Weltmeisterschaften 1975 gewann er mit Peter Matoušek, Vlastimil Moravec und Vladimír Vondráček die Bronzemedaille im Mannschaftszeitfahren. 1974 fuhr er die Tour de l’Avenir, 1978 die Polen-Rundfahrt. 1977 bestritt er das britische Milk Race und die Tour of Scotland.